# Pattanóhangya

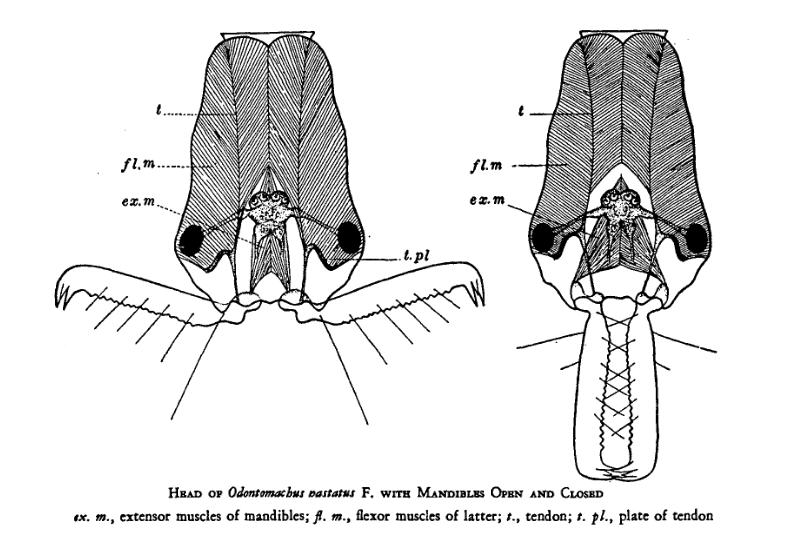
Odontomachus hastatus feje a jellemző izmokkal (angol jelkulccsal)

A pattanóhangya (Odontomachus) a barázdáshangya-formák (Ponerinae) alcsaládjában a névadó barázdáshangya-rokonúak (Ponerini) nemzetség egyik neme több mint hetven 2022-ig leírt fajjal.

## Származása, elterjedése
Fajai az Ó- és Újvilágban egyaránt megtalálhatóak a trópusi esőerdőkben. Magyarországon egy faja sem él.

## Megjelenése, felépítése
A nagyobb hangyák közé tartozik. feltűnő ismertető jegye a nagy és erős, fogazott rágó, amelyet 180 fokosnál nagyobb szögben is szét tud tárni.
Jól lát.

## Életmódja, élőhelye
Kolóniái viszonylag kicsik (száz dolgozó körül). A fészket gondosan szellőztetik, mert egyrészt igénylik a párás levegőt, másrészt meg kell akadályozniuk a nedvesség lecsapódását és a penészedést.
Főleg ragadozók (más rovarokat ejtenek el), de édes nedveket is nyalogatnak. A legtöbb faj dolgozói magányosan vadásznak a talajszinten, de vannak fákon fészkelő fajok is, amelyek az ágakon vadásznak hasonló módon. Jellemző taktikájuk, hogy széttárt rágókkal lelapulva lassan kúsznak, és ha valami kisebb rovar kerül elébük, a világ leggyorsabb ismert állati mozgásával összecsapják rágóikat. Az így megragadott zsákmányt fullánkjukkal szúrják meg.
A „pattanó” nevet onnan kapták, hogy ugyancsak rágóikat összecsapva képesek magasra ugrani.
Mint a legtöbb poneromorf hangyának, ennek is szüksége van némi törmelékre ahhoz, hogy lárvái sikerrel be tudjanak bábozódni.

## Fajai
- Odontomachus aciculatus
- Odontomachus affinis
- Odontomachus alius
- Odontomachus allolabis
- Odontomachus angulatus
- Odontomachus animosus
- Odontomachus assiniensis
- Odontomachus banksi
- Odontomachus bauri
- Odontomachus biolleyi
- Odontomachus biumbonatus
- Odontomachus bradleyi
- Odontomachus brunneus
- Odontomachus caelatus
- Odontomachus cephalotes
- Odontomachus chelifer
- Odontomachus circulus
- Odontomachus clarus
- Odontomachus coquereli
- Odontomachus cornutus
- Odontomachus davidsoni
- Odontomachus desertorum
- Odontomachus erythrocephalus
- Odontomachus floresensis
- Odontomachus fulgidus
- Odontomachus granatus
- Odontomachus haematodus
- Odontomachus hastatus
- Odontomachus imperator
- Odontomachus infandus
- Odontomachus insularis
- Odontomachus laticeps
- Odontomachus latidens
- Odontomachus latissimus
- Odontomachus litoralis
- Odontomachus macrorhynchus
- Odontomachus malignus
- Odontomachus mayi
- Odontomachus minangkabau
- Odontomachus meinerti
- Odontomachus montanus
- Odontomachus monticola
- Odontomachus mormo
- Odontomachus nigriceps
- Odontomachus opaciventris
- Odontomachus opaculus
- Odontomachus panamensis
- Odontomachus papuanus
- Odontomachus peruanus